# Condado de Cotton
El condado de Cotton (en inglés: Cotton County), fundado en 1912, es un condado del estado estadounidense de Oklahoma. En el año 2000 tenía una población de 6.614 habitantes con una densidad poblacional de 4 personas por km². La sede del condado es Walters.

## Geografía
Según la Oficina del Censo, el condado tiene un área total de 1663 km² (642,1 mi²), de la cual 1649 km² (636,7 mi²) es tierra y 14 km² (5,4 mi²) es agua.

## Demografía
En fecha censo de 2000, había 6.614 personas, 2.614 hogares, y 1.840 familias que residían en el condado.
En el 2000 la renta per cápita promedia del condado era de $ 27,210 y el ingreso promedio para una familia era de $35,129. El ingreso per cápita para el condado era de $14,626. En 2000 los hombres tenían un ingreso per cápita de $28,443 frente a $19,101 para las mujeres. Alrededor del 18.20% de la población estaba bajo el umbral de pobreza nacional.

## Condados adyacentes
- Condado de Comanche (norte)
- Condado de Stephens (noreste)
- Condado de Jefferson (sureste)
- Condado de Clay, Texas. (sur)
- Condado de Wichita, Texas. (suroeste)
- Condado de Tillman (oeste)

## Ciudades y pueblos
- Devol
- Randlett
- Temple
- Walters

## Principales carreteras
- Interestatal 44
- U.S. Highway 70
- U.S. Highway 277
- U.S. Highway 281
- Carretera 5
- Carretera 53
- Carretera 65